# ミルウォーキー・ミルクメン
ミルウォーキー・ミルクメン (Milwaukee Milkmen) は、北米独立リーグのアメリカン・アソシエーション（東地区）に所属するプロ野球チーム。本拠地はアメリカ合衆国のウィスコンシン州フランクリン。

## 歴史
2018年2月に、ウィスコンシン州ミルウォーキー郊外のフランクリンを本拠地としてチームを創設することを発表し、チーム名を公募。9月に「ミルウォーキー・ミルクメン」となることが発表された。チーム名は、ウィスコンシン州が「Dairy Country」（酪農の国）と呼ばれるほど酪農が盛んな土地であることに由来する。
2019年から独立リーグのアメリカン・アソシエーションに加盟。
2020年は、新型コロナウイルスの感染拡大の影響で6球団による60試合制の短縮開催となったが、36勝24敗でリーグ戦1位となり、スーフォールズ・カナリーズとのチャンピオンシップにも勝利し初優勝を果たした。

## 主な所属選手
- アダム・ウォーカー（2019年 - 2021年。現：神奈川フューチャードリームス）
- 福原大生（2019年）[4]
- マニー・コーパス（2019年）
- TJ・ハウス（2019年）
- アンソニー・ベンダー（2020年）
- デビッド・ホルムバーグ（2020年 - 2021年）
- ドリュー・ハッチソン（2020年）
- ヘンダーソン・アルバレス （2020年）
- ブライアン・ジョンソン（2021年）
- ヘクター・サンチェス（2022年 - ）
- ホセ・エスパーダ（2022年。現：東京ヤクルトスワローズ）